# Temporada 2023 de la WNBA
La Temporada 2023 de la WNBA fue la vigesimoséptima en la historia de la Women's National Basketball Association. La temporada regular comenzó el 16 de mayo y finalizó el 10 de septiembre. Los cambios planificados en el calendario de la liga incluyeron un aumento a 40 partidos de temporada regular para cada equipo, que es la mayor cantidad de partidos programados en una sola temporada de la WNBA. Las campeonas fueron Las Vegas Aces, que derrotaron en las finales a New York Liberty, logrando su segúndo título de forma consecutiva.

## Temporada regular

### All-Star Game
| 15 de julio de 2023 | Team Wilson                                                       | 127–143                               | Team Stewart                                                           | |  |
| 8:30 p. m. ET       | Parciales: 27–29, 36–44, 30–37, 34–33                             | Parciales: 27–29, 36–44, 30–37, 34–33 | Parciales: 27–29, 36–44, 30–37, 34–33                                  | |  |
|                     | Estadísticas Kelsey Plum (30) Aliyah Boston (11) Chelsea Gray (7) | Reporte Pts Reb Asts                  | Estadísticas Jewell Loyd (31) Brittney Griner (13) Breanna Stewart (9) | Pabellón: Michelob Ultra Arena, Las Vegas, Nevada Asistencia: 9,472 espectadores Árbitros: Eric Brewton Ashley Gloss Randy Richardson Televisión: ABC, TSN4/SN360 |  |

### Clasificaciones
| #  | Equipo                 | G  | P  | PCT  | PD | Casa | Fuera | Conf. | Cup |
| -- | ---------------------- | -- | -- | ---- | -- | ---- | ----- | ----- | --- |
| 1  | x – Las Vegas Aces     | 34 | 6  | .850 | –  | 18–2 | 19–1  | 15–5  | 9–1 |
| 2  | x – New York Liberty   | 32 | 8  | .800 | 2  | 16–4 | 15–5  | 17–3  | 7–3 |
| 3  | x – Connecticut Sun    | 27 | 13 | .675 | 7  | 14–6 | 13–7  | 14–6  | 7–3 |
| 4  | x – Dallas Wings       | 22 | 18 | .550 | 12 | 11–9 | 11–9  | 11–9  | 6–4 |
| 5  | x – Atlanta Dream      | 19 | 21 | .475 | 15 | 11–9 | 11–9  | 8–12  | 6–4 |
| 6  | x – Minnesota Lynx     | 19 | 21 | .475 | 15 | 12–8 | 9–11  | 10–10 | 5–5 |
| 7  | x – Washington Mystics | 19 | 21 | .475 | 15 | 9–11 | 12–8  | 7–13  | 5–5 |
| 8  | x – Chicago Sky        | 18 | 22 | .450 | 16 | 5–15 | 7–13  | 11–9  | 3–7 |
| 9  | e – Los Angeles Sparks | 17 | 23 | .425 | 17 | 9–11 | 10–10 | 7–13  | 5–5 |
| 10 | e – Indiana Fever      | 13 | 27 | .325 | 21 | 5–15 | 6–14  | 7–13  | 2–8 |
| 11 | e – Seattle Storm      | 11 | 29 | .275 | 23 | 8–12 | 4–16  | 7–13  | 4–6 |
| 12 | e – Phoenix Mercury    | 9  | 31 | .225 | 25 | 2–18 | 8–12  | 1–19  | 1–9 |

Notas
y- Alcanzado título de conferencia
x- Alcanzado pase a playoffs
e - Eliminadas para playoffs

## Playoffs
|  | Primera ronda: Mejor de 3 | Primera ronda: Mejor de 3 | Primera ronda: Mejor de 3 |                  |   | Semifinales: Mejor de 5 | Semifinales: Mejor de 5 | Semifinales: Mejor de 5 |  |   | Finales: Mejor de 5 | Finales: Mejor de 5 | Finales: Mejor de 5 |  |
|  |                           |                           |                           |                  |   |                         |                         |                         |  |   |                     |                     |                     |  |
|  |                           |                           |                           |                  |   |                         |                         |                         |  |   |                     |                     |                     |  |
|  | 1                         | Las Vegas Aces            | 2                         |                  |   |                         |                         |                         |  |   |                     |                     |                     |  |
|  | 1                         | Las Vegas Aces            | 2                         |                  |   |                         |                         |                         |  |   |                     |                     |                     |  |
|  | 8                         | Chicago Sky               | 0                         |                  |   |                         |                         |                         |  |   |                     |                     |                     |  |
|  | 8                         | Chicago Sky               | 0                         |                  | 1 | Las Vegas Aces          | 3                       |                         |  |   |                     |                     |                     |  |
|  |                           |                           |                           |                  | 1 | Las Vegas Aces          | 3                       |                         |  |   |                     |                     |                     |  |
|  |                           |                           | 4                         | Dallas Wings     | 0 |                         |                         |                         |  |   |                     |                     |                     |  |
|  | 4                         | Dallas Wings              | 4                         | Dallas Wings     | 0 | 2                       |                         |                         |  |   |                     |                     |                     |  |
|  | 4                         | Dallas Wings              |                           |                  |   |                         |                         |                         |  |   |                     |                     |                     |  |
|  | 5                         | Atlanta Dream             | 0                         |                  |   |                         |                         |                         |  |   |                     |                     |                     |  |
|  | 5                         | Atlanta Dream             | 0                         |                  |   |                         |                         |                         |  | 1 | Las Vegas Aces      | 3                   |                     |  |
|  |                           |                           |                           |                  |   |                         |                         |                         |  | 1 | Las Vegas Aces      | 3                   |                     |  |
|  |                           |                           | 2                         | New York Liberty | 1 |                         |                         |                         |  |   |                     |                     |                     |  |
|  | 2                         | New York Liberty          | 2                         | New York Liberty | 1 | 2                       |                         |                         |  |   |                     |                     |                     |  |
|  | 2                         | New York Liberty          |                           |                  |   |                         |                         |                         |  |   |                     |                     |                     |  |
|  | 7                         | Washington Mystics        | 0                         |                  |   |                         |                         |                         |  |   |                     |                     |                     |  |
|  | 7                         | Washington Mystics        | 0                         |                  | 2 | New York Liberty        | 3                       |                         |  |   |                     |                     |                     |  |
|  |                           |                           |                           |                  | 2 | New York Liberty        | 3                       |                         |  |   |                     |                     |                     |  |
|  |                           |                           | 3                         | Connecticut Sun  | 1 |                         |                         |                         |  |   |                     |                     |                     |  |
|  | 3                         | Connecticut Sun           | 3                         | Connecticut Sun  | 1 | 2                       |                         |                         |  |   |                     |                     |                     |  |
|  | 3                         | Connecticut Sun           |                           |                  |   |                         |                         |                         |  |   |                     |                     |                     |  |
|  | 6                         | Minnesota Lynx            | 1                         |                  |   |                         |                         |                         |  |   |                     |                     |                     |  |
|  | 6                         | Minnesota Lynx            | 1                         |                  |   |                         |                         |                         |  |   |                     |                     |                     |  |
|  |                           |                           |                           |                  |   |                         |                         |                         |  |   |                     |                     |                     |  |

### Finales

#### Las Vegas Aces vs. New York Liberty
Partido 1
| 8 de octubre   | Las Vegas Aces                                                       | 99–82                                 | New York Liberty                                                              | |  |
| 3:00 p. m. EST | Parciales: 22–25, 24–24, 26–16, 27–17                                | Parciales: 22–25, 24–24, 26–16, 27–17 | Parciales: 22–25, 24–24, 26–16, 27–17                                         | |  |
|                | Estadísticas K. Plum, J. Young (26) A'ja Wilson (8) Chelsea Gray (9) | Reporte Pts Reb Asts                  | Estadísticas Breanna Stewart (21) Jonquel Jones (10) Courtney Vandersloot (6) | Pabellón: Michelob Ultra Arena Asistencia: 10,300 espectadores Árbitros: Roy Gulbeyan, Tim Green, Fatou Cissoko-Stephens Televisión: ABC, SN1 |  |

Partido 2
| 11 de octubre  | Las Vegas Aces                                                   | 104–76                                | New York Liberty                                                        | |  |
| 9:00 p. m. EST | Parciales: 38–19, 14–25, 28–13, 24–19                            | Parciales: 38–19, 14–25, 28–13, 24–19 | Parciales: 38–19, 14–25, 28–13, 24–19                                   | |  |
|                | Estadísticas A'ja Wilson (26) A'ja Wilson (15) Chelsea Gray (11) | Reporte Pts Reb Asts                  | Estadísticas Jonquel Jones (22) Breanna Stewart (13) Betnijah Laney (5) | Pabellón: Michelob Ultra Arena Asistencia: 10,232 espectadores Árbitros: Michael Price, Eric Brewton, Tiara Cruse Televisión: ESPN, TSN1/4/5 |  |

Partido 3
| 15 de octubre  | New York Liberty                                                          | 87–73                                 | Las Vegas Aces                                                  | |  |
| 3:00 p. m. EST | Parciales: 21–18, 22–22, 18–10, 26–23                                     | Parciales: 21–18, 22–22, 18–10, 26–23 | Parciales: 21–18, 22–22, 18–10, 26–23                           | |  |
|                | Estadísticas Jonquel Jones (27) Breanna Stewart (12) Sabrina Ionescu (11) | Reporte Pts Reb Asts                  | Estadísticas Kelsey Plum (29) A'ja Wilson (11) Jackie Young (5) | Pabellón: Barclays Center Asistencia: 17,143 espectadores Árbitros: Maj Forsberg, Isaac Barnett, Randy Richardson Televisión: ABC, SN1 |  |

Partido 4
| 18 de octubre  | New York Liberty                                                                     | 69–70                                 | Las Vegas Aces                                                  | |  |
| 8:00 p. m. EST | Parciales: 23–13, 16–17, 12–23, 18–17                                                | Parciales: 23–13, 16–17, 12–23, 18–17 | Parciales: 23–13, 16–17, 12–23, 18–17                           | |  |
|                | Estadísticas Courtney Vandersloot (19) Breanna Stewart (14) Courtney Vandersloot (6) | Reporte Pts Reb Asts                  | Estadísticas A'ja Wilson (24) A'ja Wilson (16) Jackie Young (7) | Pabellón: Barclays Center Asistencia: 16,851 espectadores Árbitros: Michael Price, Eric Brewton, Tiara Cruse Televisión: ESPN, TSN1/3/4 |  |

## Galardones de la temporada

### Jugadora de la semana
| Semana          | Conferencia Este    | Conferencia Este | Conferencia Oeste    | Conferencia Oeste | Referencia    |
| Semana          | Jugadora            | Equipo           | Jugadora             | Equipo            | Referencia    |
| --------------- | ------------------- | ---------------- | -------------------- | ----------------- | ------------- |
| 30 de mayo      | Breanna Stewart     | New York         | Arike Ogunbowale     | Dallas            | [ 2 ]         |
| 6 de junio      | Alyssa Thomas       | Connecticut      | Nneka Ogwumike       | Los Angeles       | [ 3 ] [ 4 ]   |
| 13 de junio     | Breanna Stewart (2) | New York         | Satou Sabally        | Dallas            | [ 5 ]         |
| 20 de junio     | Aliyah Boston       | Indiana          | Jewell Loyd          | Seattle           | [ 6 ]         |
| 27 de junio     | Alyssa Thomas (2)   | Connecticut      | A'ja Wilson          | Las Vegas         | [ 7 ]         |
| 5 de julio      | Courtney Williams   | Chicago Sky      | Napheesa Collier     | Minnesota         | [ 8 ] [ 9 ]   |
| 13 de julio     | Breanna Stewart (3) | New York         | Natasha Howard       | Dallas            | [ 10 ] [ 11 ] |
| 25 de julio     | Jonquel Jones       | New York         | A'ja Wilson (2)      | Las Vegas         | [ 12 ] [ 13 ] |
| 1 de agosto     | Breanna Stewart (4) | New York         | Chelsea Gray         | Las Vegas         | [ 14 ] [ 15 ] |
| 8 de agosto     | Alyssa Thomas (3)   | Connecticut      | Diana Taurasi        | Phoenix           | [ 16 ] [ 17 ] |
| 15 de agosto    | Breanna Stewart (5) | New York         | A'ja Wilson (3)      | Las Vegas         | [ 18 ] [ 19 ] |
| 29 de agosto    | Kelsey Mitchell     | Indiana          | A'ja Wilson (4)      | Las Vegas         | [ 20 ] [ 21 ] |
| 4 de septiembre | Breanna Stewart (6) | New York         | Napheesa Collier (2) | Minnesota         | [ 22 ]        |